# Macrothemis newtoni
Macrothemis newtoni là loài chuồn chuồn trong họ Libellulidae. Loài này được Costa mô tả khoa học đầu tiên năm 1990.